# 문덕역
문덕역(文德驛)은 평안남도 문덕군에 있는 평의선의 철도역이다. 본 역에서 화풍역까지 가는 안주탄광선이 본 역에서 분기한다. 일제 강점기 역명은 만성역(萬城驛)이었다.